# 福岡郵便局
福岡郵便局（ふくおかゆうびんきょく）は、富山県高岡市（旧西礪波郡福岡町）にある郵便局である。局番号は32024。

## 所在地
〒939-0199 富山県高岡市福岡町下蓑2169-2

## 沿革
- 1976年（昭和51年）12月1日 - 現在地へ移転[1]。
- 1998年（平成10年）5月15日 - 福岡町（当時）と災害協定の調印式を挙行[2]。

## 取扱内容
- 郵便、印紙、ゆうパック（チルドも含む）、内容証明、国際郵便、e発送サービス
- 貯金、貯金担保自動貸付け、為替、振替、振込、国債、投資信託、確定拠出年金、口座貸越サービス、財形定額貯金
- 生命保険、バイク自賠責保険、がん保険、変額年金保険
- ゆうちょ銀行ATM